# إيميلين أفياكي مالفي
إيميلين أفياكي مالفي (بالإنجليزية: Emeline Afeaki-Mafile)‏ هي ناشطة نيوزيلندية (نيوزيلندا) من أجل شعب المحيط الهاديءفي أوكلاند.

## حياتها المُبكرة وعملها
وُلدت أفياكي مالفي في تونغا لوالديها بات وإيديث أفياكي. التحقت أفياكي مالفي بجامعة ماسي حيث تخرّجت ثم حصلت على درجة الماجستير.
وفي سن ال 25 كانت أفياكي مالفي تدير خدمة التوجيه الخاصة بها. استمرت الخدمة بتوظيف 100 شخص لتقديم الدعم إلى 5000 من شباب المحيط الهاديء في أوكلاند.
تُدير أفياكي مالفي أيضًا أحد المقاهي المجتمعية في ضاحية أوتهاهو في أوكلاند، وتمتلك هي وأسرتها مصنعًا للقهوة في تونغا وترسل القهوة إلى نيوزيلندا لدعم عملها.

## الجوائز
- 2006: جائزة السير بيتر بليك للزعيم الناشئ.[2]

- 2013: تم الاعتراف بها من قبل «جائزة النساء المؤثرات في نيوزيلندا» في قسم المجتمع.[3]
- 2016: حصلت على وسام الاستحقاق لعملها مع مجتمعات المحيط الهادئ كجزء من الجائزة الشرفية للعام الجديد.[2]